# Tihon din Zadonsk
Tihon din Zadonsk (în rusă Тихон Задонский, transliterat: Tihon Zadonskii), născut Timofei Savelievici Sokolov ( în rusă Тимофей Савельевич Соколов); n. 1724, Korotsko⁠(d), Novgorod Province⁠(d), Gubernia Sankt Petersburg⁠(d), Imperiul Rus – d. 24 august 1783, Monastery of the Nativity of the Virgin Mary (Zadonsk)⁠(d), Voronezh Viceroyalty⁠(d), Imperiul Rus), a fost un episcop ortodox și scriitor rus din secolul al XVIII-lea, care a fost canonizat de Biserica Ortodoxă Răsăriteană în 1861.
Sfântul Tihon a rămas din copilărie orfan de tată și a crescut în sărăcie extremă, muncind la câmp pentru a-și câștiga existența.
A devenit călugăr în 1758 cu numele Tihon și după ce a fost hirotonit preot în același an, i s-a încredințat conducerea seminarului din Tver. În 1763 a fost numit Episcop de Voronej. Din cauza stării de sănătate, în 1769 s-a retras la o mănăstire din Zadonsk, la 24 de kilometri de Voronej, pe malul Donului, unde și-a petrecut restul zilelor. Aici a scris o serie de cărți și tratate fiind un povățuitor duhovnicesc foarte iubit.
Viața și lucrările lui Tihon l-au inspirat pe Dostoievski, care le-a reflectat în personajul episcopului Tihon din romanul Demonii (1871–1872) și în personajele lui Alioșa Karamazov și ale starețului Zosima din Frații Karamazov (1879–1880).

## Biografie
Timofei Kirillov s-a născut în 1724 în satul Korotsko, în regiunea Novgorod din Rusia, în familia unui paracliser sărac. Când era încă copil, i s-a dat un nou nume de familie, Sokolov, de către directorul Seminarului Teologic din Novgorod. Tihon a trăit cu mama sa într-o sărăcie extremă. La vârsta de treisprezece ani a fost trimis la o școală teologică și și-a plătit drumul lucrând la cultivarea legumelor. La șaisprezece ani, a intrat la Seminarul Novgorod cu bursă de stat și a excelat la studii. În 1754, a devenit profesor la seminar, mai întâi în greacă, iar mai târziu în retorică și filozofie. În 1758 a fost tuns în monahism cu numele Tihon.
La 13 mai 1761 a fost hirotonit episcop de Kexholm și Ladoga, vicar al Episcopiei de Novgorod. La 3 februarie 1863 a fost transferat în Eparhia de Voronej. Ca episcop, a căutat să revitalizeze viața spirituală, a încurajat și instruit clerul în îndatoririle lor, a format o misiune pentru a readuce sectanții la Ortodoxie, a îndreptat administrația judiciară mai degrabă spre corecție decât spre pedeapsă și i-a apărat pe subordonați de autoritățile seculare. A promovat educația în rândul poporului și a transformat școala slavo-latină într-un seminar, pentru care a elaborat programa și a adunat un colectiv de instructori cu experiență. Mai presus de toate a căutat să redea credința și entuziasmul pentru viața duhovnicească, atât prin predicile sale, cât și prin scris. A elaborat un tratat „Despre cele șapte Sfinte Taine” menit să ofere clerului o înțelegere a sacramentelor pe care le săvârșeau și un altul „Despre Taina Sfintei Pocăințe” în care oferă un ghid duhovnicilor cu privire la spovedanie. A scris un lung eseu intitulat „Lupta între carne și duh”, cincisprezece articole de îndemn către călugări și o serie de eseuri speciale pentru oamenii trimise în toate bisericile. Tihon a slujit ca episcop timp de aproape cinci ani, înainte de a solicita demiterea din cauza stării de sănătate. La început s-a stabilit la mănăstirea Tolșevski de lângă Voronej, apoi din 1769 la Mănăstirea Zadonsk unde a rămas până la moartea sa în 1783.
Chilia sa era lipsită de orice confort. În chip de pat, el avea un covor întins pe pământ și două perne, iar ca și acoperământ, o piele de oaie. Mai avea câteva icoane pe perete, o masă, un scaun și câteva cărți. Îmbrăcat cu o rasă de lână de rând și cu încălțări de scoarță împletită, el împărțea la săraci toată pensia sa și darurile care le primea. Când nu mai avea nimic de dat, iși trimitea ucenicii să împrumute de la diferiți negustori. Era bucuros când veneau numeroși săraci să ceară milostenie și se întrista când numărul acestora scădea. Ușa sa era întotdeauna deschisă, atât săracilor, cât și oricărui călător, care găseau la sfântul episcop mâncare, îmbrăcăminte și cuvinte de mângâiere sufletească.
La Zadonsk, Tihon s-a angajat în elaborarea unor studii teologice și a adoptat o viață ascetică strictă: în ciuda sănătății sale fragile, a mâncat foarte puțin și făcând adesea muncă fizică grea. Cu toate acestea, era indulgent cu slăbiciunile altora și era cunoscut pentru smerenia și iertarea sa profundă, deși el însuși era în mod natural cu un temperament nervos și hipersensibil. În ciuda erudiției sale, a învățat de la bătrâni monahali simpli și analfabeti. În Zadonsk, reputația lui Tihon pentru evlavie, smerenie, bunătate și înțelepciune a atras mulți oameni la mănăstire în căutarea binecuvântării și sfatului lui. Nu se opunea să părăsească mănăstirea și să se mute printre oamenii locului dacă o situație o cerea și, uneori, călătorea spre destinații mai îndepărtate.
Începând din 1779, Sfântul Tihon a intrat în zăvorâre desăvârșită: el nu mai primea nici un oaspete, nu mai adresa decât rar cuvântul ucenicilor săi de chilie, nu mai mergea la biserică și nu mai ieșea decât pentru a vizita, în zilele de mari sărbători, pe deținuții din închisori. În această retragere, el se dăruia neîncetat rugăciunii și pocăinței, meditând asupra morții în fața sicriului pe care și-l pregătise. A petrecut astfel patru ani până în ziua când, după o viziune care a avut-o, a fost atins de paralizia părții stângi și a trebuit să rămână în pat. Simțind puterile sale slăbind, cu trei zile înainte de moartea sa, a chemat pe cei apropiați și pe binefăcătorii săi și le-a zis, arătându-le crucea: „Mă voi ruga Domnului pentru voi toți”. Acestea au fost ultimele sale cuvinte, la trei zile după aceea, a decedat la vârsta de 59 de ani.
Cele două lucrări literare majore ale lui Tihon din timpul retragerii sale au fost cărțile Comoara duhovnicească din lume adunată (1770) și Despre adevăratul creștinism (1776). De asemenea, a scris lucrări mai scurte special pentru călugări, precum „Regulile vieții monahale” și „Învățătură către cei care se întorc de la lumea deșartă”. Propria sa viață la mănăstire a fost descrisă în detaliu de doi dintre însoțitorii săi de chilie.
La 14 mai 1846, în timpul construcției noii catedrale de la Zadonsk, au fost descoperite moaștele sale, acestea erau neputrezite și s-au scris numeroase rapoarte cu minuni care au avut loc în apropierea lor. Astfel Biserica Ortodoxă Rusă l-a canonizat ca sfânt în 1861 cu data prăznuirii pe 13 august. O altă sărbătoare, Descoperirea Moaștelor Sfântului Tihon din Zadonsk, a fost instituită pentru a fi sărbătorită anual pe 14 mai.

## Caracter

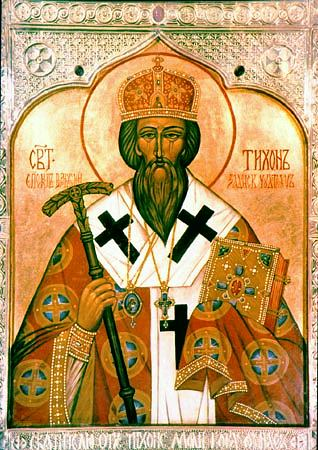
Veche icoană rusă a Sfântului Tihon.

Sfântul Tihon a studiat și a predat în școlile de latină din Novgorod și Tver. Deși influențat în primul rând de părinții bisericii, el i-a apreciat și pe unii teologi occidentali moderni, în special pe Johann Arndt. Lucrarea principală a lui Tihon Despre adevăratul creștinism (în rusă Об истинном христианстве, transliterat: Ob istinnom hristianstve) purta același titlu ca și cea a lui Arndt. Tihon era excepțional de dotat cu cuvinte și avea un stil de scriere care era artistic, simplu și „surprinzător de limpede”.
Teologul Georges Florovsky l-a descris pe Tihon astfel:
Harul și luciditatea sa, libertatea sa - nu numai libertate față de lume ci și în lume – este cea mai pătrunzătoare calitate în personalitatea Sfântului Tihon. El are harul unui pelerin sau a unui călător care nu a fost reținut sau agățat de această lume. „Fiecare ființă vie de pe pământ este depărtată.” Totuși, dobândirea acestui har a fost împlinită numai printr-un proces ascetic și un efort dureros. Valurile întunecate ale unei îngrijorări adânci și a disperării sunt destul de vizibile în duhul limpede al Sfântului Tihon. „Constituțional era un ipohondru și cumva un coleric”, scrie Tihon „omul de chilie” și monahul slujitor. Disperarea sa subiectivă, ispita lui față de melancolie ca și o formă neobișnuită de desfacere a sufletului, este unică în ascetismul rus și sugerând Noaptea întunecată a sufletului de Sfântul Ioan al Crucii. Uneori Tihon cădea într-o somnolență lipsită de ajutor, înfumurare și imobilitate și totul din jurul lui devenea întunecat, gol și lispit de răspuns. Uneori nu putea să se oblige să părăsească chilia și uneori pleca din chilie ca să scape fizic de disperare. Duhul lui Tihon a fost copleșit în această încercare, totuși aceste ispite nu i-au lăsat urme sau răni. Luminozitatea originală a duhului lui a fost curățită în progresul lui personal.
Deși Tihon a ales o viață ascetică, el a rămas păstor și profesor și nu s-a abținut să se implice activ în treburile lumii când i-a fost atinsă sensibilitatea profundă la suferință. A fost unul dintre primii oameni duhovnicești care a văzut efectele noului ateism rusesc. A intervenit frecvent în favoarea țăranilor maltratați și a căutat să practice și să promoveze iubirea creștină într-o vreme de întuneric. Ocazional, el a fost atacat fizic de proprietari de pământ sub influența ideilor antireligioase dominante voltairiene, dar s-a spus că puterea și umilința lui în aceste situații erau suficient de puternice pentru a produce o schimbare a inimii atacatorilor săi.
Potrivit lui Florovsky, Sfântul Tihon „a combinat o concentrare intensă a spiritului cu o capacitate excepțională de tandrețe și iubire”. Florovsky descrie cărțile lui Tihon, în special Despre creștinismul adevărat, ca fiind grațioase, poetice și libere, „mai puțin un sistem dogmatic și mai mult o carte de etică mistică”, și prima încercare de teologie vie, „o teologie bazată pe experiență, în contrast și ca o contrapondere a erudiției școlare, căreia îi lipsește o astfel de experiență”.

## Influența
Autorul rus Fiodor Dostoievski l-a admirat pe Tihon și a fost influențat atât de aspectele învățăturii sale, cât și ale caracterului său. Un personaj numit Tihon joacă un rol vital în capitolul controversat „Spovedania lui Stavroghin” din Demonii. Personajul este un fost episcop care trăiește la o mănăstire, care suferă de o serie de afecțiuni fizice și nervoase, dar demonstrează totuși o perspectivă profundă plină de compasiune asupra stării de spirit a interlocutorului său, Nikolai Stavroghin, profund tulburat. Învățăturile starețului Zosima din Frații Karamazov se bazează pe unele dintre învățăturile lui Tihon și constituie încercarea lui Dostoievski de a oferi un răspuns cu adevărat creștin doctrinelor materialiste, raționaliste și nihiliste care deveneau din ce în ce mai dominante în societatea rusă. Reafirmarea doctrinei nemuririi sufletului și plângerea lui Tihon pentru decăderea morală și spirituală care rezultă din respingerea ei, are ecou în roman.

## Citate

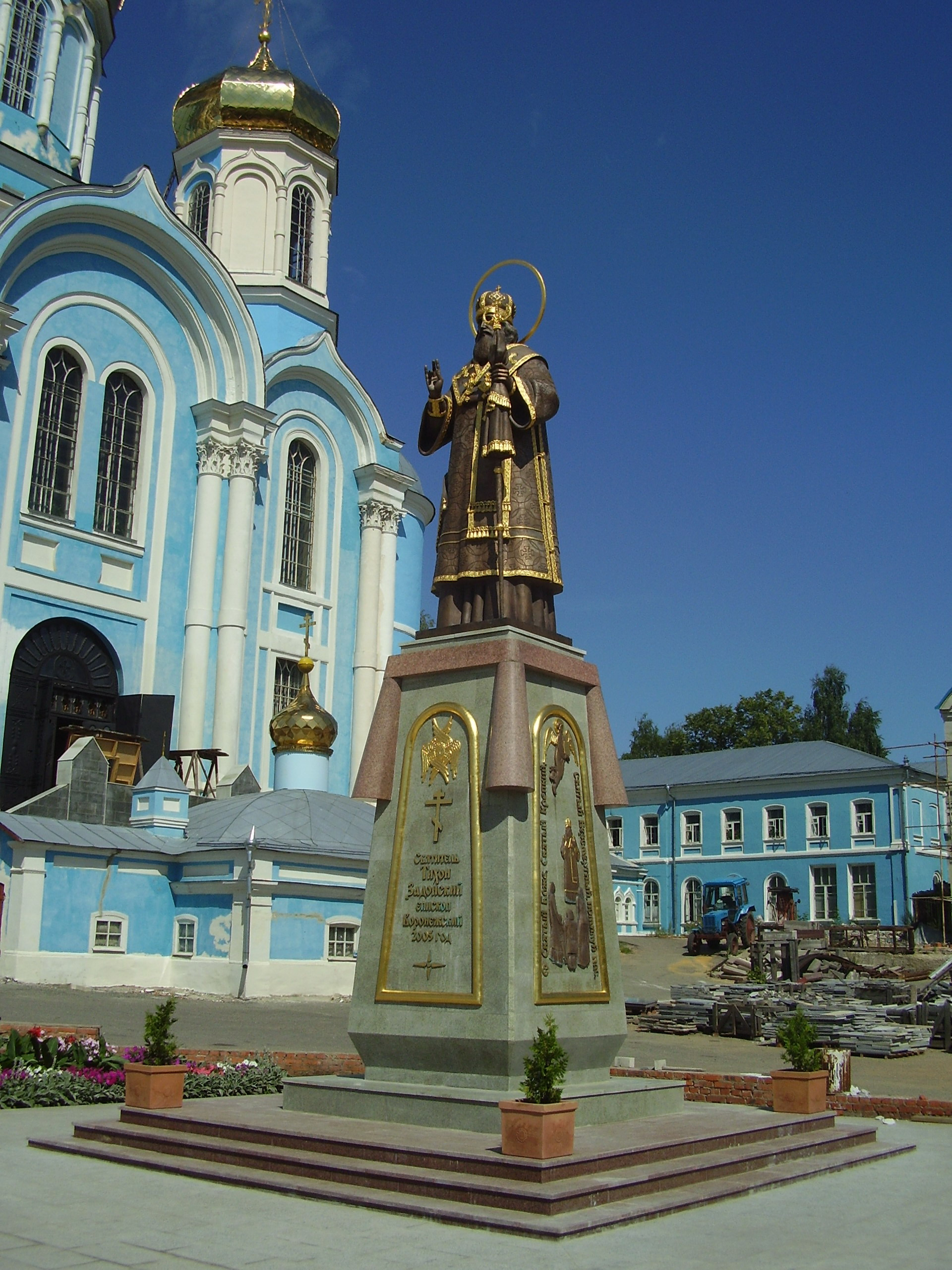
Monumentul lui Tihon din Zadonsk (sculptorii I.P. Dikunov și E.N. Pak)

„Iertarea este mai bună decât răzbunarea”.
„Dragostea este mai presus decât postul”.
„Încearcă să te cunoști pe tine însuți, propria ta răutate. Gândește-te la măreția lui Dumnezeu și la nenorocirea ta. Meditează la suferința lui Hristos, a cărui iubire și suferință depășesc înțelegerea noastră. Atribuiți binele pe care îl faceți numai lui Dumnezeu. Nu te gândi la păcatul unui frate, ci la ce este mai bun în el decât în tine... Fugi de glorie, onoruri și laudă, dar dacă acest lucru este imposibil, să-ți pară rău că asta este soarta ta. Fii ascultător în mod liber și de bunăvoie nu numai celor mari, ci și celor de jos... Cu cât suntem mai umili în spirit, cu atât ne cunoaștem mai bine pe noi înșine și fără umilință nu-l putem vedea pe Dumnezeu.” 
În testamentul său, el nota: 
„Slavă lui Dumnezeu pentru toate! Slavă lui Dumnezeu că a avut grijă de mine, nevrednicul, prin pronia Sa. Slavă lui Dumnezeu pentru mângâierile care mi le-a dat când am fost necăjit... Câte binefaceri n-am primit de la el, câte daruri?”.

## Lucrări publicate
în engleză:
- St. Tikhon of Zadonsk Journey to Heaven: Counsels on the Particular Duties of Every Christian, translated by Fr. George D. Lardas. (Jordanville, NY: Printshop of St. Job of Pochaev, 1991). ISBN: 0-88465-046-4
- St. Tikhon of Voronezh, Wonderworker of Zadonsk On True Christianity Volume I, translated by Marianna Lilley. (Waynesboro, VA: Old Paths Press, 2020). ISBN: 978-0-578-23520-2
- St. Tikhon of Voronezh, Wonderworker of Zadonsk On True Christianity Volume II, translated by Marianna Lilley. (Waynesboro, VA: Old Paths Press, 2020). ISBN: 978-0-578-23862-3
- St. Tikhon of Voronezh, Wonderworker of Zadonsk On True Christianity Volume III, translated by Marianna Lilley. (Waynesboro, VA: Old Paths Press, 2020). ISBN: 978-0-578-24375-7
- St. Tikhon of Voronezh, Wonderworker of Zadonsk On True Christianity Volume IV, translated by Marianna Lilley. (Waynesboro, VA: Old Paths Press, 2021). ISBN: 978-1-7369836-0-7
- St. Tikhon of Voronezh, Wonderworker of Zadonsk On True Christianity Volume V, translated by Marianna Lilley. (Waynesboro, VA: Old Paths Press, 2021). ISBN: 978-1-7369836-1-4
- St. Tikhon of Voronezh, Wonderworker of Zadonsk On True Christianity Volume VI, translated by Marianna Lilley. (Waynesboro, VA: Old Paths Press, 2021). ISBN: 978-1-7369836-2-1
- St. Tikhon of Zadonsk Flesh & Spirit, translated by Marianna Lilley. (Waynesboro, VA: Old Paths Press, 2022). ISBN: 978-1-7369836-5-2
- St. Tikhon of Zadonsk The Cell Letters, translated by Marianna Lilley. (Waynesboro, VA: Old Paths Press, 2022). ISBN: 978-1-7369836-4-5
- St. Tikhon of Zadonsk A Treasury of Spiritual Riches, translated by Seraphim F. Englehardt. (Jordanville, NY: Holy Trinity Publications, 2023). ISBN: 978-0884654827